# Гуркова Нива
Гуркова Нива (бел. Гуркава Ніва) — деревня в Кричевском районе Могилёвской области Беларуси. Входит в состав Костюшковичского сельсовета.

## География
Деревня находится в северо-восточной части Могилёвской области, в пределах Оршанско-Могилёвской равнины, к востоку от реки Волчес, на расстоянии примерно 14 километров (по прямой) к западу от Кричева, административного центра района. Абсолютная высота — 164 метра над уровнем моря.
Климат деревни характеризуется как влажный континентальный (Dfb в классификации климатов Кёппена).

## История
Согласно «Списку населённых мест Могилёвской губернии» 1910 года издания населённый пункт входил в состав Комаровичской волости Чериковского уезда Могилёвской губернии. В Гурковой Ниве имелось 16 дворов и проживало 95 человек (50 мужчин и 45 женщин).